# Kyperské království
Kyperské království (francouzsky Royaume de Chypre, latinsky Regnum Cypri, řecky Βασίλειο της Κύπρου), formálně Království Kypru a Jeruzaléma a od roku 1393 Království Kypru, Jeruzaléma a Arménie, byl státní útvar ležící na stejnojmenném ostrově ve Středozemním moři, existovalo v letech 1191 až 1489 a vzniklo po třetí křížové výpravě. Kypr náležel od čtvrtého století střídavě k byzantské a arabské říši. V roce 1191 jej, v rámci křížové výpravy do Svaté země, dobyl anglický král Richard I. Lví srdce a prodal templářům.
Prvním kyperským králem se stal bývalý jeruzalémský král Guy z Lusignanu (česky Kvido), který ostrov od templářského řádu koupil. Po jeho smrti přijal korunu kyperského krále, z rukou císaře Svaté říše římské Jindřicha VI., jeho bratr Almerich. Rod Lusignanů vládl Kypru až do roku 1474, kdy zemřel teprve roční král Jakub III., syn krále Jakuba II. (asi 1440–1473) a Kateřiny Cornaro, která ostrov v roce 1489 prodala Benátské republice.

## Historie

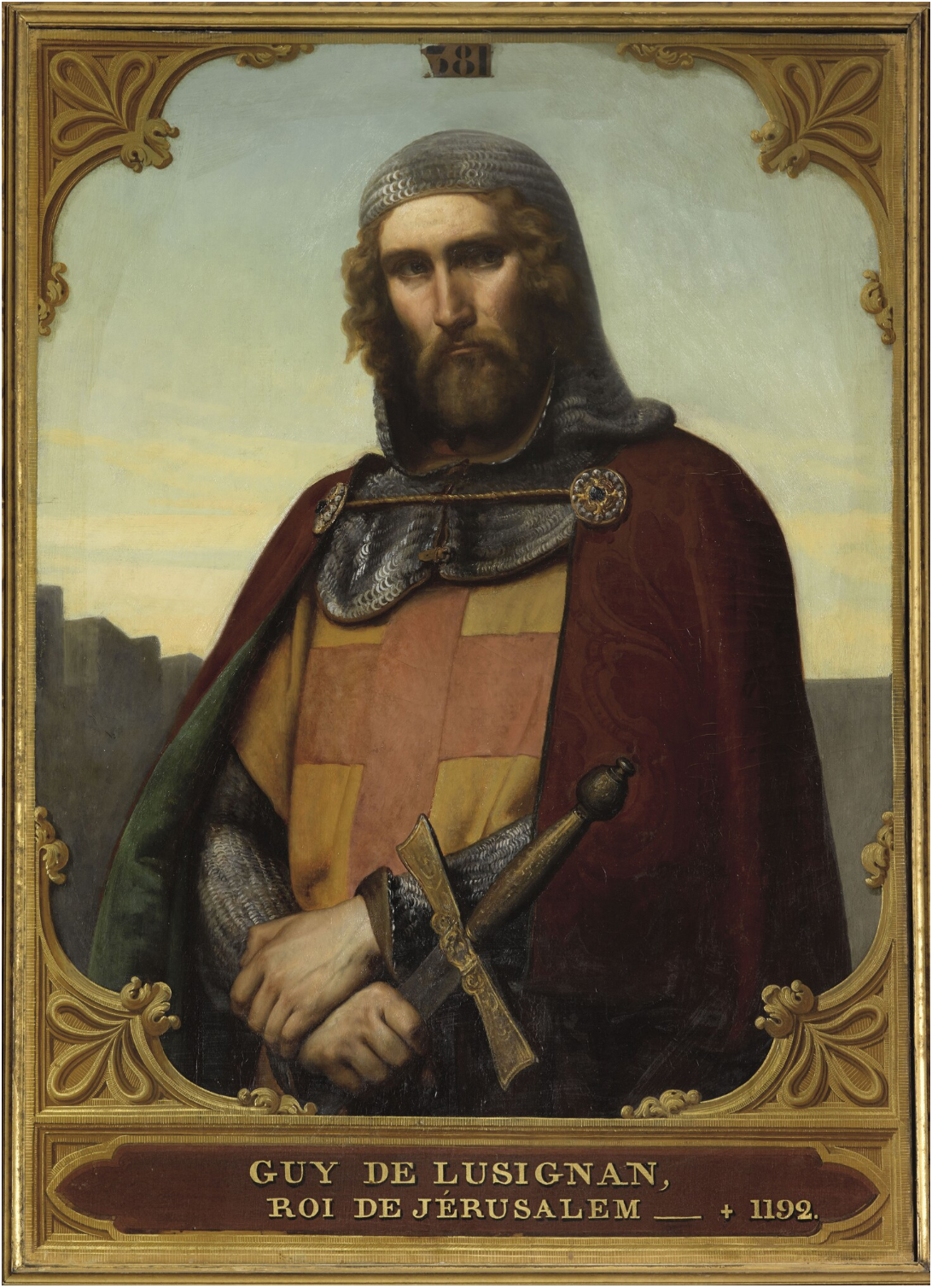
První kyperský král Guy z Lusignanu

Křižácké státy v roce 1240

Ostrov v roce 1191 dobyl na zdejším řeckém vládci Izáku Komnenovi anglický král Richard I. při své cestě do Svaté země během třetí křížové výpravy. Richard pak ostrov prodal templářskému řádu, který jej obratem prodal bývalému jeruzalémskému králi Kvidovi z Lusignanu, který po krachu Richardovy kruciáty přišel o své království na pevnině. Kvidův bratr Almerich z Lusignanu po bratrově smrti roku 1194 obdržel kyperskou korunu od římského císaře Jindřicha VI.
Po Almerichově smrti královstvím procházely zástupy dospívajících uchazečů o trůn. Členové rodu Ibelinů, kteří v Jeruzalémě drželi značnou moc v těchto letech vystupovali v roli regentů království. V roce 1229 byli Ibelinové zatlačeni do pozadí římským císařem Fridrichem II. Roku 1233 byli Fridrichovi stoupenci poraženi, avšak rod Hohenštaufů, loajální k Fridrichovi, vládl dále v Jeruzalémě až do roku 1268, kdy si po smrti Konráda III. Hugo III. Kyperský přisvojil titul jeruzalémského krále pro sebe a sjednotil tak obě království. Území Jeruzaléma bylo ztraceno za vlády krále Jindřicha II. roku 1291. Kypr však přetrval až do 15. století.
Ve 14. století Kypr stále více konkuroval italským městským státům v námořním obchodu, se kterými kyperští králové měli časté konflikty. Ty se vyostřily zejména po pádu křižáckých držav v Levantě roku 1291 a kdy se Kypr stal obchodní a kulturní křižovatkou mezi Evropou, Asií a Afrikou. Kypřané proto navázali diplomatické vztahy s avignonským papežstvím v naději, že Francouzi budou s to italský vliv ze Středomoří vytlačit. Roku 1426 mamlúci donutili krále, aby jim každoročně platil dávky a monarchie začala postupně ztrácet svou nezávislost. Roku 1489 byla poslední královna Kateřina Cornaro donucena prodat ostrov Benátčanům.

## Obyvatelstvo

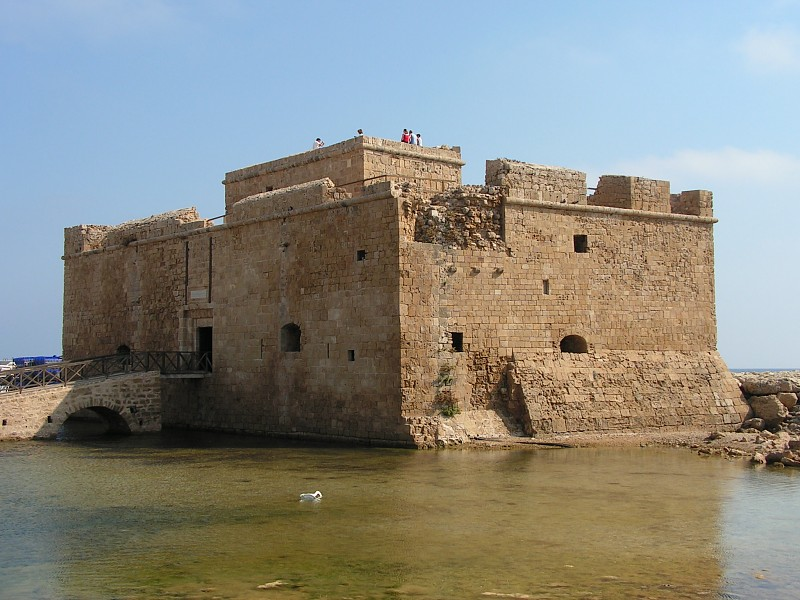
Pevnost Pafos vybudovaná roku 1391

Kyperské obyvatelstvo bylo většinou řecko-ortodoxního vyznání. Byly zde však zastoupeny menšiny arménských monofyzitů a muslimů. Nepatrná populace křesťanů západního kléru byla přítomna ve městech na pobřeží nebo v hlavním městě Nikósii. Za křižáků katolíci tvořili vládnoucí elitní vrstvu, zatímco Řekové žili na venkově – stejná praxe jako v Jeruzalémském království. Nezávislému ortodoxnímu kyperskému arcibiskupovi, který nespadal pod žádného patriarchu, bylo dovoleno na ostrově zůstat, jeho postavení jako zdejšího hlavního náboženského představitele však převzal křižáky dosazený latinský patriarcha. V první polovině 14. století zde vznikla několikatisícová menšina maronitů, východních katolíků antiochijského ritu – uprchlíků před muslimy z Libanonu a Sýrie. V roce 1357 vznikla v Nikósii jejich archieparchie (arcidiecéze). Maronitská menšina žije na Kypru dodnes.

## Státní zřízení
Stejně jako Jeruzalém měl i Kypr Haute Cour (Vysoký dvůr). Zde však neměl zdaleka takovou moc jako ve Svaté zemi, ostrov byl bohatší s většími vazbami na evropské monarchie a proto „více feudální“ než Jeruzalém. Pozice krále zde byla silnější a proto si mohl dovolit názory svých dvořanů a šlechticů ignorovat. Mezi nejvýznamnější rodiny na ostrově patřil i klan Ibelinů.
Úřady na Kypru byly víceméně stejné jako v Jeruzalémě či ostatních křižáckých državách. Byly to úřady majorodoma, komisaře, hejtmana, vrchního lokaje a kancléře.

## Symbolika

Vlajka království dle kastilské Knihy všech království ze 14. století

heraldický znak Kyperského království
starý (hypotetický) znak království
erb Lusignanů jako králů Kypru
Království Kypru a Jeruzaléma
Království Kypru, Jeruzaléma a Arménie po roce 1393

## Seznam kyperských králů
1. Kvido z Lusignanu (1192–1194)
2. Eméry I. (1194–1205)
3. Hugo I. (1205–1218)
4. Jindřich I. (1218–1253)
5. Hugo II. (1253–1267)
6. Hugo III. (1267–1284)
7. Jan I. (1284–1285)
8. Jindřich II. (1285–1306) a (1310–1324)
  - Amaury z Tyru (1306–1310) – regent
  - Eméry (II.) (1310) - regent
9. Hugo IV. (1324–1359)
10. Petr I. (1359–1369)
11. Petr II. (1369–1382)
12. Jakub I. (1382–1398)
13. Janus (1398–1432)
14. Jan II. (1432–1458)
15. Šarlota (1458–1464) a od roku 1459 se svým manželem Ludvíkem Savojským
16. Jakub II. (1464–1473)
17. Jakub III. (1473–1474)
18. Kateřina Cornaro (1474–1489)

## Uchazeči otrůn
- Evžen Matyáš Arménský (1468–1536),  nemanželský syn krále Jakuba II. Údajně se odstěhoval na Sicílii a poté na Maltu. Byl zakladatelem rodu Baronů di Baccari (Tal-Baqqar).
- Šarlota a Ludvík, královský pár, po smrti Ludvíka v roce 1482 se Šarlota titulu zřekla ve prospěch:
  - Karel I. Savojský, legitimní pravnuk krále Januse I., syn Šarlotina bratrance z prvního kolene a Ludvíkův synovec
  - Karel II. Savojský
  - Jolanda Luisa Savojská (1496–1499) a Filibert II. Savojský (zemřel 1504)
    - Filip II. Savojský, (1496–1497), otec Filiberta II., prastrýc Karla II. a Jolandy Luisy a vnuk Januse I.